# Araure (khu tự quản)
Araure là một khu tự quản thuộc bang Portuguesa, Venezuela. Thủ phủ của khu tự quản Araure đóng tại Araure. Khự tự quản Araure có diện tích 640 km2, dân số theo điều tra dân số ngày 21 tháng 10 năm 2001 là 111908 người.